# Silke Klewin

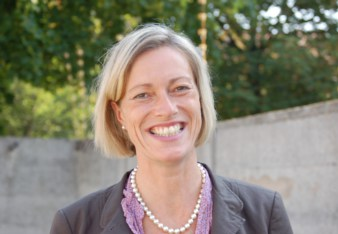
Silke Klewin

Silke Klewin (* 2. März 1967 in Gehrden) ist eine deutsche Historikerin und die Wissenschaftliche Leiterin der Gedenkstätte Bautzen.

## Werdegang
Nach einem Studium der Germanistik und Geschichte mit den Schwerpunkten Zeitgeschichte und Geschichte der DDR an den Universitäten Hannover und Wien, das Klewin 1994 mit dem Magister Artium abschloss, leistete sie ein wissenschaftliches Volontariat im Museum für Verkehrsgeschichte und Technik in Berlin (heute Deutsches Technikmuseum) Berlin. Dort führte sie die Projektkoordination der technikhistorisch-biographischen Sonderausstellung „Ich diente nur der Technik – Acht Karrieren zwischen 1940 und 1950“ durch, weiterhin erarbeitete Klewin dort die Ausstellungseinheit „Zeitbogen 1940 – 1950“. Ihr unterstand die redaktionelle Koordination des Begleitbandes dieser Ausstellung.
Von 1996 bis 1999 oblag Klewin, als Mitarbeiterin des Bautzen Komitee e.V., die wissenschaftliche Leitung der Projektgruppe „Aufbau der Gedenkstätte Bautzen“, deren Leiterin sie seit Eröffnung der Gedenkstätte im April 1999 ist.
Klewin ist Mitarbeiterin der Stiftung Sächsische Gedenkstätten.

## Ausstellungen
- Oktober 1999 - Januar 2000 OHNeMACHT. Die Oktoberereignisse ’89 in Dresden und der Zuführungspunkt Bautzen. Eine Chronik vom 3.–10. Oktober 1989
- seit Mai 2000 „Der Fall Gross“ Die Flucht- und Haftgeschichte von Peter und Christa Gross-Feurich, Häftlinge im „Stasi-Knast“ Bautzen II 1975–78
- seit Mai 2001; neu seit März 2010 Erster Teilabschnitt der Dauerausstellung der Gedenkstätte Bautzen: Chronik der Geschichte der beiden Bautzener Haftanstalten
- April 2002 - September 2002 „Bautzener Bürger“ Porträts aus drei Epochen politischer Verfolgung: der Zeit des Nationalsozialismus, sowjetischer Besatzung und der DDR.
- seit Mai 2004 Geschichte des Speziallagers Bautzen. 1945 – 1956
- seit September 2005 Haftschicksale. 20 Biografiestelen politisch Verfolgter
- seit September 2006 Stasi-Gefängnis Bautzen II. 1956 – 1989

## Veröffentlichungen
- 1995 Silke Klewin: Heinz W.: „Hoffentlich nie wieder!“ Krieg und Nachkrieg in Berlin – Ein Rückblick nach fünf Jahrzehnten, in: Ich diente nur der Technik (Berliner Beiträge zur Technikgeschichte und Industriekultur, 13), Berlin 1995.
- 1995 Silke Klewin, Alfred Gottwaldt: Technik. Macht. Krieg. Vorbemerkungen zu Buch und Ausstellung. In: Ich diente nur der Technik (Berliner Beiträge zur Technikgeschichte und Industriekultur, 13), Berlin 1995.
- 2001 Silke Klewin/Kirsten Wenzel: Wege nach Bautzen II. Biographische und autobiographische Porträts (Lebenszeugnisse – Leidenswege, 8), Dresden 2001.
- 2002 Karl Wilhelm Fricke/Silke Klewin: Bautzen II. Sonderhaftanstalt unter MfS-Kontrolle. 1956 bis 1989 Bericht und Dokumentation, Leipzig 2002.
- 2002 Silke Klewin u. a.: Bautzener Bürger, in: Zwischen den Zeiten. Band II: Die Museen und Archive der Stadt Bautzen präsentieren sich innerhalb einer gemeinsamen Jubiläumsausstellung in sechs Teilen, Dresden 2002.
- 2002 Silke Klewin: Benno von Heynitz, in: Karl Wilhelm Fricke u. a (Hg.), Opposition und Widerstand in der DDR. Politische Lebensbilder, München 2002.
- 2003 Silke Klewin/Mike Schmeitzner: Anklage „Sozialdemokratismus“. Der Fall Benno von Heynitz. In: Sowjetische Militärtribunale. Bd. 2: Die Verurteilung deutscher Zivilisten 1945-1955. Hrsg. Andreas Hilger/Mike Schmeitzner/Ute Schmidt (Schriften des Hannah-Arendt-Instituts für Totalitarismusforschung 17/2), Köln/Weimar/Wien 2003, S. 417–437.
- 2004 Susanne Hattig/Silke Klewin/Cornelia Liebold/Jörg Morré, Das Speziallager Bautzen.1945-1956 Katalog zur ständigen Ausstellung in der Gedenkstätte Bautzen (Schriftenreihe der Stiftung Sächsische Gedenkstätten), Dresden 2004.
- 2006 Silke Klewin: Die Arbeit der Gedenkstätte Bautzen. In: Peter März/Hans-Joachim Veen: Woran erinnern? Der Kommunismus in der deutschen Erinnerungskultur. Köln 2006, S. 153–165.
- 2007 Susanne Hattig/Silke Klewin/Cornelia Liebold/Jörg Morré: Stasi-Gefängnis Bautzen II. 1956-1989. Katalog zur ständigen Ausstellung in der Gedenkstätte Bautzen (Schriftenreihe der Stiftung Sächsische Gedenkstätten), Dresden 2007.
- 2009 Silke Klewin Bautzen, in: Martin Sabrow (Hg.) Erinnerungsorte der DDR, München 2009, S. 43–54. „Tunnel-Dieter. Dieter Hötger“
- 2009 Silke Klewin/Cornelia Liebold: Zur Marine und dann weg. Hans-Jürgen Meckert in: Ines Geipel, Andreas Petersen (Hg), Black Box DDR. Unerzählte Leben unterm SED-Regime 2009.
- 2010 Hinter Gittern. Zur Geschichte der Inhaftierung zwischen Bestrafung, Besserung und politischem Ausschluss vom 18. Jahrhundert bis zur Gegenwart (Hg. mit Herbert Reinke u. Gerhard Sälter), Leipzig 2010.